# Mali Dmytrowyczi
Mali Dmytrowyczi (ukr. Малі Дмитровичі) – wieś na Ukrainie, w obwodzie kijowskim, w rejonie obuchowskim, w hromadzie Kozyn. W 2001 liczyła 164 mieszkańców, spośród których 163 wskazało jako ojczysty język ukraiński, a 1 rosyjski.